# The Libertines (album)
Pour les articles homonymes, voir The Libertine.
Albums de The Libertines
Don't Look Back into the Sun/Death On The Stairs EP
(2003) What Became of the Likely Lads EP
(2005)
The Libertines est le deuxième album du groupe anglais éponyme, sorti en août 2004. Bien que le groupe soit en crise la plupart du temps durant l'enregistrement, Pete Doherty et Carl Barât parviennent à se réunir assez souvent pour enregistrer un album majeur de la scène rock londonienne.
Cet album est particulièrement autobiographique, il parle plus ou moins directement de l'histoire des deux co-leaders et de leurs difficultés, à s'entendre, avec les drogues etc.
Ils devront parfois être séparés durant l'enregistrement, qui débute sous la houlette de Bernard Butler (ancien guitariste de Suede), avec qui ils enregistrent le morceau What a Waster. Pete Doherty ne s'entendant pas avec lui, il finit par être remplacé par Mick Jones (ex-The Clash), qui avait produit leur premier album.
Le groupe effectuera la tournée pour cet album sans Pete Doherty, et Carl Barât annoncera le 17 décembre à Paris, la fin des Libertines (ils se reformeront toutefois plus tard).
L'album a dès sa sortie atteint la première place des charts au Royaume-Uni et est même décerné disque de platine. Il se vend 72 189 copies lors de sa première semaine d'exploitation.
L'album est inclus dans le livre 1001 Albums You Must Hear Before You Die.

## Liste des morceaux
1. Can't Stand Me Now (Peter Doherty, Carl Barât, Hammerton) – 3:23
2. Last Post on the Bugle (Doherty, Barât, Michael Bower) – 2:32
3. Don't Be Shy (Doherty, Barât) – 3:03
4. The Man Who Would Be King (Doherty, Barât) – 3:59
5. Music When the Lights Go Out (Doherty, Barât) – 3:02
6. Narcissist (Barât) – 2:10
7. The Ha Ha Wall (Doherty, Barât) – 2:29
8. Arbeit Macht Frei (Doherty) – 1:13
9. Campaign of Hate (Doherty) – 2:10
10. What Katie Did (Doherty) – 3:49
11. Tomblands (Doherty, Barât) – 2:06
12. The Saga (Doherty, Paul Roundhill) – 1:53
13. Road to Ruin (Doherty, Barât) – 4:21
14. What Became of the Likely Lads" (Doherty, Barât) / France (Barât) (Morceau caché) – 5:54

Morceau bonus japonais
1. Don't Look Back into the Sun (Nouvelle version) (Doherty, Barât)
2. Cyclops (Doherty, Peter Wolfe)
3. Dilly Boys (Doherty, Barât)

DVD bonus japonais et mexicain
1. What a Waster (Live at The Factory, Japan)
2. Death on the Stairs (Live at The Factory, Japan)
3. Up the Bracket (Live at The Factory, Japan)
4. I Get Along (Live at The Factory, Japan)
5. The Boy Looked at Johnny (Live at The Factory, Japan)
6. The Boy Looked at Johnny (Live at Moby Dick, Spain)
7. Busking for Beer + Assorted Covers and Song Segments (Live au Pug Filthy McNasty, Londres)
8. Can't Stand Me Now (Vidéo)
9. Galerie photo
10. Extras (Images du groupe, interviews et images des NME awards)

## Singles
- Can't Stand Me Now (9 aout 2004), (Rough Trade) #2
- What Became of the Likely Lads (25 octobre 2004) (Rough Trade) #8

## Chart performance
| Pays (2004) | Meilleure position position< |
| ----------- | ---------------------------- |
| Royaume-Uni | 1                            |
| Autriche    | 31                           |
| Belgique    | 24                           |
| Pays-Bas    | 53                           |
| France      | 27                           |
| Allemagne   | 20                           |
| Irlande     | 5                            |
| Norvège     | 34                           |
| Suède       | 18                           |
| Suisse      | 51                           |
| Monde       | 14                           |